# Acatopygia olivacea
Acatopygia olivacea är en tvåvingeart som beskrevs av Shaun L. Winterton 2007. Acatopygia olivacea ingår i släktet Acatopygia och familjen stilettflugor. Inga underarter finns listade i Catalogue of Life.